# والت مادوكس
والت مادوكس هو سياسي أمريكي، ولد في 27 ديسمبر 1972 في توسكالوسا في الولايات المتحدة. نشط حزبياً في الحزب الديمقراطي. وقد انتخب مدير Alabama Education Association ‏ (1996 – 2001) وانتخب مجلس بلدي ‏ توسكالوسا (1 أكتوبر 2001 – 3 أكتوبر 2005) وانتخب عمدة توسكالوسا (3 أكتوبر 2005 – ).

## وصلات خارجية
- الموقع الرسمي